# Poilannammia allomorphioidea
Poilannammia allomorphioidea är en tvåhjärtbladig växtart som beskrevs av Carlo Hansen. Poilannammia allomorphioidea ingår i släktet Poilannammia och familjen Melastomataceae. Inga underarter finns listade i Catalogue of Life.